# Like a Prayer (песня)
«Like a Prayer» (с англ. — «Будто молитва») — первый сингл американской певицы Мадонны с её четвёртого студийного альбома Like a Prayer. Он был выпущен 28 февраля 1989 года компанией Sire Records. Несмотря на то, что песня исполнена в стиле пауэр-поп, в ней также нашлось место госпел-хору. В Японии и Австралии вышел мини-альбом Remixed Prayers, включивший ремиксы на заглавный трек, а также на песню «Express Yourself». Ремикс на песню вошёл также в сборник 1990 года The Immaculate Collection.

## Информация о песне
«Like a Prayer» стал одним из самых продаваемых синглов Мадонны за всю её карьеру: при первоначальном релизе по всему миру было продано свыше 5 миллионов пластинок.
В 2003 году журнал Q предложил поклонникам Мадонны выбрать 20 самых любимых синглов певицы. «Like a Prayer» разместился на первом месте. Песня также заняла 306-е место в списке 500 величайших песен всех времён по версии журнала Rolling Stone.
Песня названа британским музыкальным еженедельником New Musical Express 3-й лучшей в истории поп-музыки, VH1 поставил клип на 2-е место.

## Музыкальное видео
Режиссёром такого спорного клипа стала Мэри Ламберт, которая до этого руководила съёмками таких клипов, как «Like a Virgin» и «Material Girl».
В видео показано, как Мадонна — девушка-падший ангел, принятый и обласканный людьми, простыми чернокожими верующими — становится свидетельницей убийства девушки тремя грабителями, но арестовали чернокожего проповедника, который пытался её спасти. Мадонна бежит в церковь, чтобы спастись. Она целует чернокожего Иисуса и приходит в себя. Она идёт в полицию, где, несмотря на угрозы главаря грабителей, свидетельствует о невиновности проповедника. В конце видео видно, что это всё спектакль.
- Режиссёр: Мэри Ламберт
- Продюсер: Шарон Орек
- Оператор-постановщик: Стивен Постер
- Редактор: Джон Трэверс
- Художник по костюмам: Марлен Стюарт
- Управление и хореограф: Фредди Де Манн
- Компания-производитель: O Pictures

### Реклама Пепси
До выпуска основного клипа Мадонна заключила контракт на 5 млн долларов: Мадонна с песней «Like a Prayer» должна была появиться в рекламе. Реклама показывает, как Мадонна встречает себя в детстве, все танцуют и поют — реклама вышла вполне безобидной. Но после того, как вышел основной клип и последующие споры, клип отозвали со всех каналов. Но положенные 5 млн остались Мадонне.

## Живые выступления
Мадонна исполняет эту песню в Blond Ambition World Tour. Сцена превращается в гигантский собор. Песня исполняется сразу после «Like a Virgin», где Мадонна изображает мастурбацию — таким образом смешивается секс и религия.
В Re-Invention World Tour песня исполняется в акустической версии.
В Sticky and Sweet Tour песня смешана с песней Meck — «Feels Like Home», Мадонна и танцоры в футуристических костюмах зажигательно танцуют.
Также песня исполнялась на Live 8 и Hope for Haiti.
В 2012 году Мадонна исполняла песню во время MDNA World Tour.
В 2015 исполнялась во время Rebel Heart Tour.
Также Мадонна спела её вместе с «Beautiful Game» и «Hallelujah» в рамках перформанса на Met Gala 2018 и акустическую версию в новогоднюю ночь в гей-клубе Stonewall Inn.
В 2019—2020 годах Мадонна исполняла песню во время Madame X Tour.

## Список композиций
7" сингл
1. «Like a Prayer» (7" версия) — 5:19
2. «Act of Contrition» — 2:19

7" сингл (US — 7-27539-DJ)
1. «Like a Prayer» (7" версия) — 5:06
2. «Like a Prayer» (7" ремикс) — 5:41

12" сингл (США)
- A1. «Like a Prayer» (12" dance mix) — 7:50
- A2. «Like a Prayer» (12" расширенный ремикс) — 7:21
- A3. «Like a Prayer» (Churchapella) — 6:14
- B1. «Like a Prayer» (12" клубная версия) — 6:35
- B2. «Like a Prayer» (7" ремикс) — 5:41
- B3. «Act of Contrition» — 2:19

CD промосингл (США)
1. «Like a Prayer» (7" версия) — 5:08
2. «Like a Prayer» (7" ремикс) — 5:41
3. «Like a Prayer» (7" танцевальный ремикс) — 5:25
4. «Like a Prayer» (12" dance mix) — 7:50
5. «Like a Prayer» (12" клубная версия) — 6:35

12" промосингл (США)
- A1. «Like a Prayer» (12" dance mix) — 7:50
- A2. «Like a Prayer» (Instra dub) — 6:01
- A3. «Like a Prayer» (Bass dub) — 5:31
- B1. «Like a Prayer» (12" клубная версия) — 6:35
- B2. «Like a Prayer» (Dub beats) — 4:39
- B3. «Like a Prayer» (7" ремикс) — 5:41

## Участники записи
| - Мадонна — автор песен , продюсер, вокал, бэк-вокал - Патрик Леонард — автор песен, продюсер, аранжировщик - Хор Андреа Крауча — бэк-вокал - Билл Мейерс — аранжировщик - Брюс Гайч — акустическая гитара - Честер Камен — гитара - Чак Финдли — аранжировщик - Данн Хафф — гитара - Дэвид Уильямс — бас-гитара - Дик Хайд — духовые инструменты - Донна Де Лори — бэк-вокал - Ники Харис — фоновый вокал - Гири Ланье — клавинет | - Гай Пратт — программирование барабанов, бас - Паулинью да Кошта — перкуссия - Херб Ритц — фотограф на обложке - Кристофер Чикконе — дизайнер обложки 12-дюймового сингла - Боб Людвиг — мастеринг - Билл Боттрелл — сведение, сопродюсер, ремикс - Шеп Петтибон — дополнительный продюсер, ремикс, аудиотехника - Майкл Хатчинсон — звукорежиссёр по ремиксам - Дейв Уэй — помощник звукорежиссёра - Фред Макфарлейн — программирование - Джуниор Васкес — аудиотехника - Принс — гитара |

## Чарты
| Чарт (1989)                                   | Наивысшая позиция |
| --------------------------------------------- | ----------------- |
| Австралийский ARIA Singles Chart              | 1                 |
| Austrian Singles Chart                        | 2                 |
| Belgian VRT Top 30                            | 1                 |
| Canadian Singles Chart                        | 1                 |
| Danish Singles Chart                          | 1                 |
| Dutch Top 40                                  | 2                 |
| Eurochart Hot 100 Singles                     | 1                 |
| Finnish Singles Chart                         | 12                |
| Французский SNEP Singles Chart                | 2                 |
| German Singles Chart                          | 2                 |
| Irish Singles Chart                           | 1                 |
| Итальянский FIMI Singles Chart                | 1                 |
| Японский Oricon Weekly Singles Chart          | 30                |
| Японский Oricon International Singles         | 1                 |
| Норвежский VG-lista Singles Chart             | 1                 |
| Новозеландский RIANZ Singles Chart            | 1                 |
| Spanish Singles Chart                         | 1                 |
| Swedish Singles Chart                         | 1                 |
| Swiss Singles Chart                           | 1                 |
| UK Singles Chart                              | 1                 |
| Американский Billboard Hot 100                | 1                 |
| Американский Billboard Hot Adult Contemporary | 3                 |
| Американский Billboard Hot Dance Club Play    | 1                 |
| Американский Billboard Hot R&B/Hip-Hop Songs  | 20                |

### Чарт конца года
| Чарт (1989)                    | Позиция |
| ------------------------------ | ------- |
| Australian Singles Chart       | 1       |
| Американский Billboard Hot 100 | 25      |